# Beata Knapczyk
Beata Knapczyk  z domu Rumianek (ur. 24 grudnia 1964 w Suchej Beskidzkiej) – polska lekkoatletka, sprinterka i płotkarka, mistrzyni Polski.

## Kariera
Startowała w Pucharze Europy w 1989 w Gateshead, gdzie zajęła 6. miejsce w biegu na 400 metrów przez płotki i 5. miejsce w sztafecie 4 × 400 metrów.
Mistrzyni Polski w biegu na 400 metrów przez płotki w 1989, wicemistrzyni w sztafecie 4 × 400 metrów w 1988, brązowa medalistka w biegu na 400 metrów w 1989, w biegu na 400 metrów przez płotki w 1988 i w sztafecie 4 × 400 metrów w 1987. Była również mistrzynią Polski w hali w biegu na 400 metrów w 1988, wicemistrzynią na tym dystansie w 1986 i w biegu na 200 metrów w 1990 oraz brązową medalistką na 200 metrów w 1989.
Rekordy życiowe:
| Konkurencja                     | Data i miejsce             | Wynik |
| ------------------------------- | -------------------------- | ----- |
| bieg na 100 metrów              | 9 sierpnia 1989, Sopot     | 12,03 |
| bieg na 200 metrów              | 31 maja 1987, Kraków       | 24,05 |
| bieg na 400 metrów              | 16 sierpnia 1989, Sopot    | 53,17 |
| bieg na 400 metrów przez płotki | 5 sierpnia 1989, Gateshead | 56,89 |

Była zawodniczką Wawelu Kraków.